# Rally Rías Baixas de 2002
El Rally Rías Baixas de 2002, oficialmente 38.º Rally Rías Baixas, fue la trigésimo octava edición y la sexta cita de la temporada 2002 del Campeonato de España de Rally. Se celebró del 20 al 21 de julio.

## Clasificación final
| Pos. | Piloto              | Copiloto            | Automóvil                 | Tiempo  | Diferencia |
| ---- | ------------------- | ------------------- | ------------------------- | ------- | ---------- |
| 1.   | Jesús Puras         | Carlos del Barrio   | Citroën Xsara WRC         | 1:35:31 | 0.0        |
| 2.   | Dani Solà           | Álex Romaní         | Citroën Saxo S1600        | 1:39:33 | +4:02      |
| 3.   | Miguel Ángel Fuster | José Vicente Medina | Citroën Saxo Kit Car      | 1:40:36 | +5:05      |
| 4.   | «Rantur»            | Roberto González    | Citroën Saxo Kit Car      | 1:40:46 | +5:15      |
| 5.   | Sergio Vallejo      | Diego Vallejo       | Fiat Punto S1600          | 1:41:34 | +6:03      |
| 6.   | Manuel Cabo         | Eduardo González    | Citroën Saxo Kit Car      | 1:42:03 | +6:32      |
| 7.   | Germán Castrillón   | José Manuel López   | Mitsubishi Lancer Evo VI  | 1:42:33 | +7:02      |
| 8.   | Joan Vinyes         | Xavier Lorza        | SEAT Ibiza GTi 16V Júnior | 1:42:52 | +7:21      |
| 9.   | Leonardo Sabán      | Herminio González   | Fiat Punto Kit Car        | 1:43:17 | +7:46      |
| 10.  | Jorge Pérez         | Luis Pérez          | Renault Clio Maxi         | 1:43:47 | +8:16      |